# Йоан Палеолог (син на Андроник II)
Вижте пояснителната страница за други личности с името Йоан Палеолог).
Йоан Палеолог (на средногръцки: Ἱωάννης Παλαιολόγος) е най-големият син на византийкия император Андроник II Палеолог (упр. 1282 – 1328) и втората му съпруга Ирина Монфератска († 1317), дъщеря на Вилхелм VII († 1292), маркграф на Монферат. По бащина линия Йоан е внук на византийкия император Михаил VIII Палеолог.

## Биография
Йоан е брат на монфератския маркиз Теодор I (1291 – 1338), на деспот Димитър (ок. 1295–сл. 1343) и на сръбската кралица Симонида Палеологина (1294 – 1336), съпругата на сръбския крал Стефан Милутин. Полубрат е на император Михаил IX Палеолог (упр. 1295 – 1320).
На 22 май 1295 г. Йоан е обявен за деспот. През 1304 г. е назначе за управител на Солун, където дарява богато манастира „Одигитрия“ с имоти, привилегии и зависимо население. На 7 април 1303 г. се жени за Ирина Хумнина (* 1292, † ок. 1360), дъщеря на противестиария Никифор Хумн († 1327), главен министър на император Андроник II Палеолог. Нямат деца. През 1305 г. Маркграфство Монферат е овакантено и майка му пожелава да го изпрати там, но патриархът на Константинопол Атанасий I се обявява против неговото заминаване, поради което по-малкият му брат Теодор става маркграф на Монферат.
Йоан умира през 1307 в Солун. През 1321 г. тленните му останки са пренесени в Константинопол и положени в манастира „Пантократор“. След смъртта му съпругата му става монахиня и основава манастира „Христос Филантроп Спасител“ в Константинопол.

## Цитирана литература
- ((de)) Trapp, Erich; Beyer, Hans-Veit; Walther, Rainer et al. (2001) [1976–1996]. Prosopographisches Lexikon der Palaiologenzeit, CD-ROM. Wien: Verlag der Österreichischen Akademie der Wissenschaften, ISBN 3-7001-3003-1, https://archive.org/details/ErichTrappProsopographischesLexikonDerPALAIOLOGENZEIT/mode/2up